# عادل ميدينا
عادل ميدينا (بالإسبانية: Adela Medina)‏ (3 نوفمبر 1978 - ) هي لاعبة كرة قدم أرجنتينية في مركز الدفاع. شاركت مع منتخب الأرجنتين لكرة القدم للسيدات.

## وصلات خارجية
- عادل ميدينا على موقع الاتحاد الدولي (مؤرشف)  (الإنجليزية)
- عادل ميدينا على موقع عالم كرة القدم.نت (الإنجليزية)